# Шато Верден
Шато Верден (фр. Château-Verdun) је насељено место у Француској у региону Миди Пирене, у департману Арјеж.
По подацима из 2011. године у општини је живело 44 становника, а густина насељености је износила 55,7 становника/km².

## Демографија
| 1962. | 1968. | 1975. | 1982. | 1990. | 2011. |
| ----- | ----- | ----- | ----- | ----- | ----- |
| 70    | 63    | 46    | 44    | 39    | 44    |